# Chiquito de la Calzada
Gregorio Esteban Sánchez Fernández alias Chiquito de la Calzada (født 28. maj 1932 i Málaga, død 11. november 2017 i Málaga), var en spansk flamencosanger og komiker.
Hans karriere som sanger begyndte som barn, og han arbejdede i forskellige teatre og auditorier i Spanien og Japan.